# DB-Baureihe 732 (1989)
Das Sonderfahrzeug der DB-Baureihe 732 gehörte zur S-Bahn Hamburg und war mit einer Einrichtung zur Freihaltung der Stromschienen von Vereisungen ausgerüstet. Es wurde als Ersatz für die Fahrzeuge der Baureihen 730/731 eingesetzt. 2001 wurde das Einzelfahrzeug ausgemustert und später verschrottet.
Das Fahrzeug entstand aus dem Umbau eines Akkumulatortriebwagens der Baureihe 515 (515 505). Die gesamte Antriebseinheit wurde dabei ausgebaut, sodass der Wagen durch ein anderes Triebfahrzeug bewegt werden musste.

## Aufbau

### Untergestell, Wagenkasten und Innenraum
Sowohl der Wagenkasten als auch das Untergestell sind als selbsttragende geschweißte Konstruktion ausgeführt. Die Konstruktion wurde aus Hohlträgern zusammengeschweißt. Am Ende des Triebwagens sind normale Seitenpuffer und eine Schraubenkupplung vorhanden.
Die bei dem Enteisungswagen nicht mehr nötigen mittleren Türen und sechs Seitenfenster wurden entfernt.
Der ehemalige Fahrgastraum nimmt nun zwölf Tanks mit jeweils einem Fassungsvermögen von 1.500 l auf. An den Enden des Wagens befinden sich Bedienräume.

### Drehgestelle
Bei der Baureihe 732 wurden Drehgestelle der Bauart München-Kassel von der Firma Wegmann verwendet. Um die Stromschiene enteisen zu können, wurden an den Drehgestellen acht Sprühdosen montiert. Außerdem wurden sechs Sprühdosen für das Gleisbett und vier für die Schienenköpfe an den Drehgestellen installiert. Die Druckluft zum Sprühen wird aus vier unterflur aufgehängten Behältern genommen.